# CDイエロ・ビポロ
CDイエロ・ビポロ（スペイン語: Club Deportivo Hielo Bipolo）は、スペイン・バスク州アラバ県ビトリア＝ガステイスに本拠地を置いていたアイスホッケークラブ。スペインの全国リーグであるリーガ・ナシオナル・デ・ホッケイ・イエロに所属していた。2012年に設立され、2012-13シーズンと2013-14シーズンの国内リーグを2連覇したが、2014年に解散した。

## 歴史

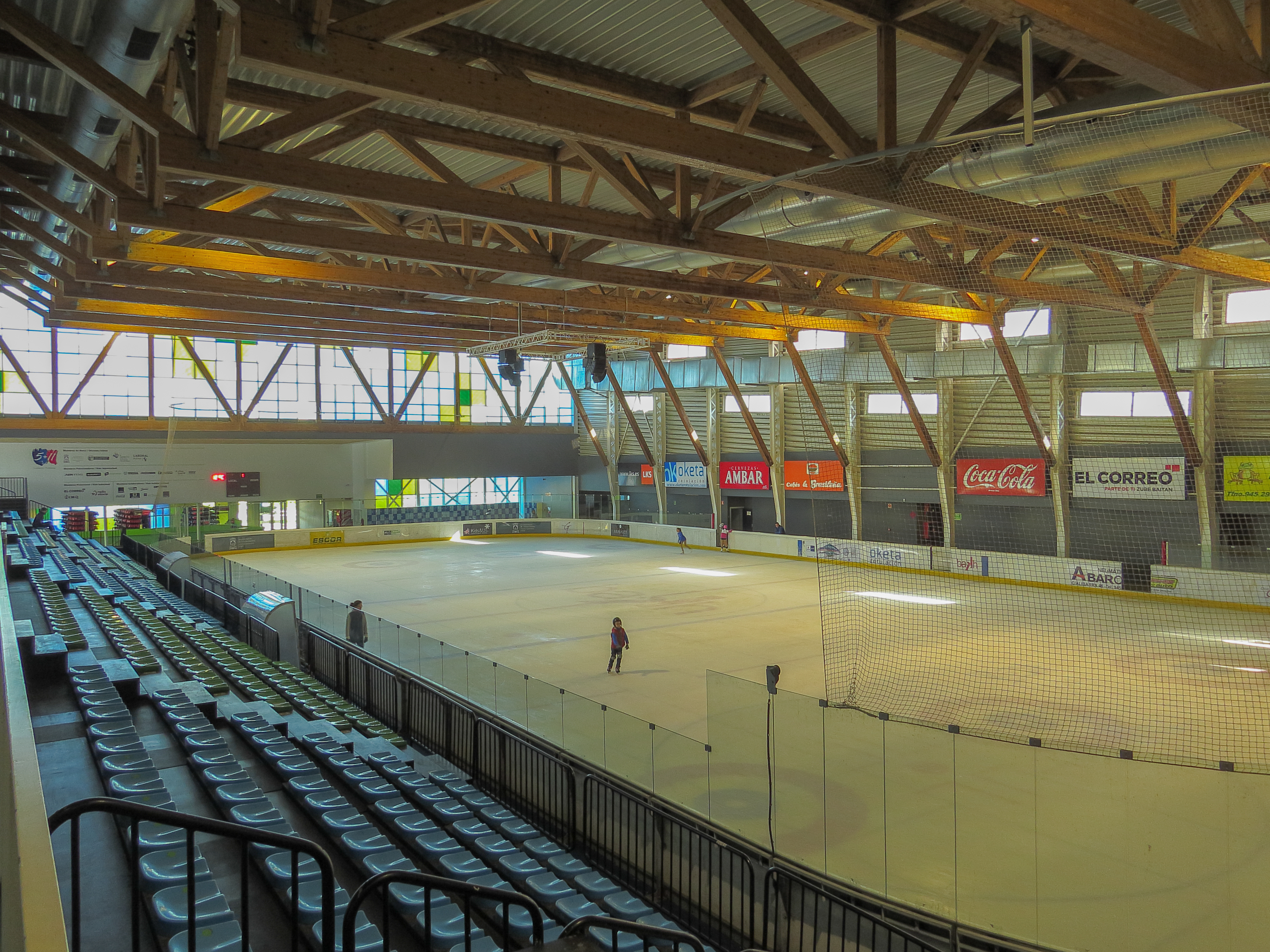
ビトリア＝ガステイスにあるアイスリンク

バスク州アラバ県ビトリア＝ガステイスはバスク州の州都である。2012年にCDイエロ・ビポロが設立され、参戦初年度の2012-13シーズンにはリーガ・ナシオナルで優勝した。2013-14シーズンにはIIHFコンチネンタルカップに参加し、1次グループステージを4クラブ中2位で通過したが、2次グループステージは4クラブ中4位で敗退した。2013-14シーズンにはリーガ・ナシオナルとコパ・デル・レイの国内2冠を達成した。トップチームは2014年9月に解散した。

## タイトル
- リーガ・ナシオナル（2回）
  - 2012-13, 2013-14
- コパ・デル・レイ（英語版）（1回）
  - 2014
- スーペルコパ・デ・エスパーニャ（1回）
  - 2013

## 成績
| シーズン | 国内リーグ | 国内カップ |
| -------- | ---------- | ---------- |
| 2012-13  | 優勝       | 準優勝     |
| 2013-14  | 優勝       | 優勝       |